# Álvaro Suárez de Quiñones
Pour les articles homonymes, voir Suárez.
Álvaro Suárez de Quiñones est un militaire espagnol du XVIIe siècle au service de Philippe IV d'Espagne.
Durant la Guerre de Trente Ans, il a été maître de camp général de cavalerie, a participé à la bataille de Tornavento en 1636 et au Siège de Salses (1639-1640).
Durant la Guerre des faucheurs, il est entré dans l'armée de Pedro Fajardo de Zúñiga y Requesens, partageant le commandement de la cavalerie avec Carlo Maria Caracciolo, le duc de San Giorgio. Après la mort de ce dernier lors de la bataille de Montjuïc le 26 janvier 1641, il a à nouveau assumé seul le commandement de la cavalerie.